# Alfred Schmitt
Alfred Schmitt   (Bust, 30 de novembre de 1907 - Estrasburg, 2 d'abril de 1975) va ser un astrònom francès que va néixer a desenvolupar la seva carrera en els observatoris d'Alger, d'Estrasburg, d'Uccle i el de Quito. Va descobrir 4 asteroides.

## Biografia
Alfred Schmitt va néixer el 30 de novembre de 1907 en Bust, una localitat en el límit entre Alsàcia i la Lorena, regió la qual era originària la seva família.
Va obtenir la seva graduació en Matemàtiques a la Universitat d'Estrasburg en 1929, després de la qual cosa, a causa del seu gran interès per l'astronomia va aconseguir ser nomenat astrònom aprenent en l'observatori d'Alger, l'1 d'octubre de 1929. A Alger, sota la tutela de François Gonnessiat rebria una excel·lent formació com a astrònom.
Entre els anys 30 i els anys 40 del passat segle, treballa en l'observatori d'Alger, on coincidiria amb importants noms de l'astronomia francesa. Allí contrau matrimoni a mitjans dels 40 amb el seva col·lega Odette Bancilhon.
En 1949 va ser nomenat astrònom ajudant en l'Observatori d'Estrasburg alhora que la seva esposa va ser nomenada assistent, per la qual cosa es traslladen a Estrasburg. A causa de les seves ganes de reprendre la cerca d'asteroides s'uneix a una missió de diversos mesos en l'Observatori d'Uccle que el portaria a descobrir tres d'ells.
La seva gran experiència pràctica el porta a dirigir l'Observatori de Quito entre novembre de 1955 a l'abril de 1958, a títol d'expert nomenat per la UNESCO.
El juliol de 1962 aconsegueix el lloc d'astrònom adjunt, el qual ocuparia fins a la seva jubilació l'1 d'octubre de 1973. L'1 d'octubre de 1974 se li concedeix el títol de astrònom adjunt honorari.

## Descobriments

### Asteroides descoberts
En 1932 va descobrir l'asteroide (1215) Boyer mentre treballava en l'observatori d'Alger-Bouzaréah. Altres tres - (1614) Goldschmidt, (1622) Chacornac i (3156) Ellington ho van ser des del Reial Observatori de Bèlgica, en Uccle. El Centre de Planetes Menors acredita els seus descobriments com A. Schmitt.

## Epònims
L'asteroide (1617) Alschmitt descobert en 1952 va ser anomenat en el seu honor pel seu col·lega Louis Boyer com a reconeixement a l'anomenat amb el seu nom descobert 20 anys abans.